# Pierre Hélie
Pierre Hélie (latinisé en Petrus Heliae ou Helia), dit le Doctor Tholosanus (fl. XIVe siècle), est un jurisconsulte français. Son De jure emphiteotico (« Sur le droit emphytéotique ») est le plus ancien opuscule sur l'emphytéose composé par un juriste français à être qualifié de tractatus (« traité ») par la tradition manuscrite. 

## Biographie
Peu de données factuelles sur la vie ou la carrière de Pierre Hélie nous sont parvenues.
Qualifié de dominus (« maître ») et de doctor Tholosanus (« docteur toulousain ») par Geoffroy de Salagny, maître Pierre Hélie est legum doctor (« docteur en droit ») et enseigne, comme professeur, à l'université de Toulouse,,,,, au milieu au XIVe siècle,,,. Civiliste, il ne semble pas avoir été doctor in utroque jure. Figurant souvent parmi les doctores Aurelianenses (« docteurs Orléanais »). Il figure parmi les soixante premiers feudistes connus, actifs avant 1500.
Il ne doit pas être confondu avec deux homonymes : le grammairien du XIIe siècle, d'une part ; et le chanoine du chapitre de la cathédrale Saint-Fulcran de Lodève, découvert par Pierre Legendre, dans la correspondance du pape Jean XXII, d'autre part.
La question de savoir s'il doit être identifié au Pierre Hélie, licencié à Montpellier en 1341-1342, est discutée. Henri Gilles soutient qu'il est peu probable d'une même personne car les quelques actes connus qui mentionnent le Montpelliérain, ne lui donnent jamais le titre de doctor legum.
Il rédige, avec Dominique Beluga, une consultation pour les représentants du pouvoir municipal d'Albi dans un conflit qui les oppose à l'évêque.
À la suite d'Henri Gilles, il est identifié au Pierre Hélie mentionné dans deux actes passés les 28 juin et 13 août 1346 avec le titre de « juge des causes d'appel de l'archevêque de Narbonne »,.
La notoriété de l'œuvre de Pierre Hélie au XVe siècle est manifeste : il est cité par Pierre Gibert, Gilles Bellemère, Bertrand Chabrol, Raymond de Sabanac et Gui Pape ainsi que Étienne Bertrand et Nicolas Bohier.

## Œuvres
L'œuvre de Pierre Hélie comprend trois traités, des repetitiones (« répétitions »), des quaestiones (« questions disputées ») ainsi que des addenda (« additions, ou gloses »),. 

### Traités
Le texte majeur de Pierre Hélie est le Tractatus de jure emphiteotico, sur l'emphytéose.
Ses deux autres traités sont le De mero et mixto imperio, sur les juridictions, et le De guerra anglicorum et francorum, sur les captifs.
L'attribution à Pierre Hélie d'un traité sur la torture, figurant dans un manuscrit conservé à la bibliothèque municipale de Lyon (Bibl. mun., 0396, fos 72vo -81vo ), est erronée.

### Répétitions
Pierre Hélie est l'auteur de répétitions au Digeste, au Code et aux Institutes.
Parmi ses répétition au Digeste figure celle sur la loi Hoc edicto (D. 4, 3, 1, 4).
L'attribution à Pierre Hélie de la répétition sur le paragraphe Lex itaque (Nov. 7, pr., 1), est discutée : si un manuscrit la lui attribue, un autre l'attribue à Olivarius de Sarceto.